# Сельмоссон, Арне
Арне Бенгт Сельмоссон (Сельмонссон) (швед. Arne Bengt Selmosson (Selmonsson); 29 марта 1931, Йётене — 19 февраля 2002, Стокгольм) — шведский футболист, нападающий. Вошёл в символическую сборную лучших игроков клуба «Удинезе», за всё время существования команды.

«У него был самый красивый дриблинг». Нильс Лидхольм

## Карьера
Арне Сельмоссон начал играть в футбол, когда ещё учился в школе. Он начал карьеру в молодёжном составе клуба «Сильс». Свои выступления на взрослом уровне Сельмоссон начал в другой команде, «Йёнчёпинг Сёдра», в котором провёл 4 сезона. Во время выступлений за «Йёнчёпинг», Сельмоссон начал вызываться в сборную Швеции, за которую провёл 4 матча и забил 1 гол. В 1958 году Сельмоссон поехал с национальной командой на чемпионат мира, где провёл 1 матч с Бельгией.
В 1954 году Сельмоссон уехал в Италию, перейдя в клуб «Удинезе» за 150 млн лир. На сделке настаивал тогдашний президент «Удинезе», Дино Бузески. Бузески подписал контракт с Сельмоссоном ещё в конце 1952 года, но из-за декрета председателя Совета министров, запрещавшего выступать в Италии иностранным футболистам, Сельмонссон более года не мог выступать за итальянский клуб и был вынужден продолжать выступления в Швеции. Он дебютировал в составе клуба из Удине 19 сентября 1954 года в матче с «Интером», в котором «Удинезе» проиграл 0:2. В дебютном сезоне в серии А Сельмоссон провёл 34 матча и забил 14 голов, а его клуб добился наилучшего результата в истории, заняв второе место.
После сезона в «Удинезе», Сельмоссон перешёл в «Лацио», вместе с партнёром по атаке, Лоренцо Беттини. «Лацио», помимо 1 млн долларов, был вынужден отдан «Удинезе» отдать двух игроков, Альберто Фонтанези и Пера Бредесена. В «Лацио» Сельмоссон провёл 3 года и забил за клуб 31 гол. Летом 1958 года Сельмоссон был куплен клубом «Рома», который заплатил за трансфер форварда 135 млн лир. «Лацио» был вынужден продать ведущего форварда клуба из-за финансовых проблем в команде. Этот переход вызвал волнения в среде тиффози обоих клубов, включая столкновения фанатов «Лацио» с полицией и манифестации протеста. После этого Сельмоссон вернулся в «Удинезе», где играл до 1964 года. После ухода из «Удинезе», Сельмоссон вернулся на родину, где выступал в роли играющего тренера в клубе «Шёвде», который он вывел из 4-го дивизиона во второй. Уговорить Сельмоссона продолжить футбольную карьеру смог президент Шёвде, Арне Сандбер. Позже он играл и тренировал клуб «Йётене».
3 марта 2002 года, через две недели после смерти Сельмоссона, Удинезе сыграл матч памяти о футболисте. В апреле 2006 года в муниципальный совет города Йётене, поступило предложение о установке памятника Сельмоссону. В ноябре 2008 года предложение было одобрено. Памятник был поставлен 25 сентября 2009 года; на открытии присутствовали семья и друзья Сельмоссона, Томас Нордаль и бывший президент Шведской футбольной ассоциации, Ларс-Оке Лагрелль.

## Личная жизнь
Сельмоссон был женат. Супругу звали Анна. У них был сын.

## Достижения
Лацио
- Обладатель Кубка Италии: 1958

Рома
- Обладатель Кубка Ярмарок: 1961